# Nectarinia bocagii
Nectarinia bocagii е вид птица от семейство Нектарникови (Nectariniidae).

## Разпространение
Видът е разпространен в Ангола и Демократична република Конго.